# 이 시각 뉴스룸
《이 시각 뉴스룸》은 JTBC에서 매주 토요일 오전 11시 55분, 일요일 오전 11시 45분에 방송 중인 뉴스 프로그램이다.

## 방송 시간
- 현재 방송 시간은 2024년 5월 4일부터 기준으로 한다.

| 방송 채널 | 방송 기간                         | 방송 시간                                                                     |
| --------- | --------------------------------- | ----------------------------------------------------------------------------- |
| JTBC      | 2018년 4월 16일 ~ 2018년 6월 22일 | 평일 저녁 6시 25분 ~ 6시 30분                                                 |
| JTBC      | 2018년 6월 25일 ~ 2019년 11월 1일 | 평일 저녁 6시 25분 ~ 6시 30분 주말 오전 11시 55분 ~ 낮 12시                   |
| JTBC      | 2019년 11월 4일 ~ 2020년 6월 21일 | 평일 저녁 6시 20분 ~ 6시 25분 주말 오전 11시 55분 ~ 낮 12시                   |
| JTBC      | 2020년 6월 27일 ~ 2022년 2월 6일  | 주말 오전 11시 55분 ~ 낮 12시                                                 |
| JTBC      | 2023년 7월 8일 ~ 2024년 4월 28일  | 주말 오전 11시 55분 ~ 낮 12시                                                 |
| JTBC      | 2022년 2월 7일 ~ 2022년 7월 31일  | 평일 오후 3시 ~ 3시 10분 주말 오전 11시 55분 ~ 낮 12시                        |
| JTBC      | 2022년 8월 1일 ~ 2023년 7월 2일   | 평일 오전 11시 30분 ~ 11시 40분 주말 오전 11시 55분 ~ 낮 12시                 |
| JTBC      | 2024년 5월 4일 ~ 현재             | 매주 토요일 오전 11시 55분 ~ 오후 12시 일요일 오전 11시 45분 ~ 오전 11시 50분 |

## 앵커
- 김민관 JTBC 기자 (격주 진행)
- 강희연 JTBC 기자 (격주 진행)
- 이자연 JTBC 기자 (격주 진행)

## 같이 보기
- MBN 토요와이드 (MBN)
- TV조선 뉴스현장 (TV조선)
- 토요 랭킹쇼 (채널A)
- 뉴스A LIVE (채널A)
- YTN 뉴스와이드 (YTN)
- 와이드 11 (연합뉴스TV)